# シャドウフェル城の影
「シャドウフェル城の影」(Keep on the Shadowfell) はダンジョンズ&ドラゴンズ第4版シリーズの中で最初の公式製品である。本製品はD&D第4版のコンセプト:en:Points of Lightの導入部である3部作のアドベンチャーのひとつで、ダンジョンマスターが想像した素材やほとんどマップされていないファンタジーの世界、あるいはダンジョンマスターがカスタムメイドしたセッティングに、大まかにつながりのある自由な設定で途切れなく導入できるようにデザインされたモジュールである。アドベンチャーはブルース・コーデルとen:Mike Mearlsによって書かれ、2008年5月にウィザーズ・オブ・ザ・コースト社から出版され、続編の雷鳴山の迷宮と影のピラミッドをフォローする。アドベンチャーは「H」マークが付いた英雄級の1-3レベルキャラクターに向けてデザインされた。このモジュールはフォールクレストと呼ばれる世界のネンティア谷地域の設定で、詳細は第4版のダンジョン・マスターズ・ガイド（日本語版の206ページ）にある。

## 内容
- 5人の作成済みキャラクターが含まれたクイック・スタート・ルールのブックレット（16ページ）※日本語版では省略されている情報がある。外部リンク参照。
- アドベンチャーの内容のブックレット（80ページ）
- 3枚の大型両面フルカラー印刷のバトルマップ
- 紙製ポートフォリオ（※日本語版はひとまとめに書籍にされたため、含まれていない）

## ストーリー
ネンティア谷の冬越村はコボルドの侵略者の脅威にさらされていた。プレイヤーは冬越村への道のりでコボルドたちの待ち伏せに遭う。冬越村に到着したときに、プレイヤーたちはコボルドの巣を一掃するように依頼される。プレイヤーはすぐにアンデッドのデーモンプリンスで、オルクスの司祭であるカラレルの手先のコボルドを発見する。カラレルは、影と不死の土地であるシャドウフェルの、長きに渡る封印に亀裂が入った廃墟に秘密の隠れ家を持つ。彼はシャドウフェル内のオルクスの寺院に物質的な世界を接続するためにこの亀裂を開放し、これにより無防備地域にアンデッドの軍勢を放つ計画である。プレイヤーは旅を続け、地下聖堂へ降りて、カラレルとの最終的なクライマックスの対決となる。

## 版歴
2009年4月、ウィザーズ・オブ・ザ・コーストはKeep on the Shadowfellモジュール全体の数多くの誤植を修正し、数多くの遭遇のセッティングと書式設定を改正し、そして特定の重要なセクションにいるモンスターを追加あるいは削除して難易度を再調整した、アップデート版のPDFを公開した。このアップデートPDFは、ウィザーズ社のD＆Dテストドライブ・プログラムを通じて公開無料で利用できるようになった。
※日本語版は55ページまではホビージャパンのD&Dサイトで公開されている体験版をそのまま、それ以降はエラッタを適用することでアップデート対応になる。

## 歴史的背景
Keep on the ShadowfellはD&D第4版対応のアドベンチャー・モジュールとして最初に発売された。それは第4版の基本ルールブックが利用可能になるより前にリリースされ、したがって、作成済みのキャラクターやゲーム・ルールの縮約版が含まれている。早期導入者には、Keep on the Shadowfellは公式のD&D第4版製品を遊ぶ最初の機会となった。